# Igor Wandtke
Igor Wandtke (Lübeck, 3 de novembro de 1990) é um judoca alemão.

## Carreira
Wandtke esteve nos Jogos Olímpicos de Verão de 2020 em Tóquio, onde conquistou a medalha de bronze no confronto por equipes mistas como representante da Alemanha, conjunto de judocas que derrotou o time holandês.